# Pabedilan Wetan
Pabedilan Wetan is een bestuurslaag in het regentschap Cirebon van de provincie West-Java, Indonesië. Pabedilan Wetan telt 3470 inwoners (volkstelling 2010).